# مشکاپشت
مشکاپشت، روستایی است از توابع بخش مرکزی شهرستان خمام در استان گیلان ایران.

## جمعیت
این روستا در دهستان کته‌سرخمام قرار دارد و براساس سرشماری مرکز آمار ایران در سال ۱۳۸۵، جمعیت آن ۲۳۵ نفر (۸۰خانوار) بوده‌است.